# Maximiliano Moreira
Maximiliano Moreira Romero (* 11. Juni 1994 in Maldonado) ist ein uruguayischer Fußballspieler.

## Karriere

### Verein
Der 1,70 Meter große Defensivakteur Moreira stand in der Clausura 2013 im Erstligakader von Nacional Montevideo. In jener Halbserie sind drei Einsätze (kein Tor) in der Primera División für ihn verzeichnet. Zudem kam er in einer Begegnung (kein Tor) der Copa Libertadores zum Zuge. In der Spielzeit 2013/14 stand er in der Apertura leihweise beim Club Atlético Rentistas unter Vertrag. Dort absolvierte er nach seinem dortigen Liga-Debüt am 15. September 2013 gegen Cerro kein weiteres Spiel. Zur Clausura 2014 schloss er sich dann abermals auf Leihbasis dem Erstligisten Juventud an. Die Ausleihbedingungen enthielten dabei unter anderem die Klausel, dass er in den Begegnungen gegen Nacional Montevideo nicht eingesetzt werden durfte. Bis zum Saisonabschluss lief er in acht Erstligapartien für den Klub aus Las Piedras auf. Zur Saison 2014/15 kehrte er zu Nacional zurück. In der Apertura 2014 folgte kein weiterer Erstligaeinsatz bei den "Bolsos". Mitte Januar 2015 schloss er sich auf Leihbasis dem Ligakonkurrenten Club Atlético Atenas an. Dort wurde er bis Saisonende 2014/15 nicht in der höchsten uruguayischen Spielklasse eingesetzt. Für die Folgezeit sind keine Kaderzugehörigkeiten verzeichnet. 2017 wechselte er von Nacional Montevideo zum Zweitligisten Huracán Football Club, bei dem er in der Saison 2017 25 Zweitligapartien, in denen er drei Treffer erzielte, absolvierte.
2018 kehrte er zum Club Atlético Rentistas zurück. Für den Verein kam er in sechs Zweitligaspielen zum Einsatz. Im Sommer 2018 wechselte er zum österreichischen Zweitligisten SK Austria Klagenfurt. Mit Klagenfurt stieg er 2021 in die Bundesliga auf. Nach 109 Ligaeinsätzen verließ er den Klub nach der Saison 2022/23 nach fünf Jahren. Anschließend wechselte er zur Saison 2023/24 nach Griechenland zum FC Panserraikos.

### Nationalmannschaft
Moreira debütierte am 28. Oktober 2008 unter Trainer Fabián Coito beim Torneo Val de Marne im Spiel gegen Frankreich in der uruguayischen U-15-Nationalmannschaft. Mit der Auswahl, in der er insgesamt 22 Länderspiele (ein Tor) absolvierte, nahm er an der in Bolivien ausgetragenen U-15-Südamerikameisterschaft 2009 teil. Auch war er Mitglied in der U-17 seines Heimatlandes. Dort bestritt er ab seinem Debüt am 23. Juni 2010 beim 2:1-Sieg während des Torneo Diario La Voz del Interior gegen die chilenische Elf 40 Länderspiele (zwei Tore). Er war Mitglied des Aufgebots Uruguays bei der U-17-Südamerikameisterschaft 2011 in Ecuador und der U-17-Weltmeisterschaft 2011 in Mexiko. Bei der WM lief er in sechs Turnier-Partien auf, erzielte ein Tor und wurde Vize-Weltmeister. Moreira feierte am 6. Juni 2012 sein Debüt in der von Juan Verzeri trainierten U-20-Nationalmannschaft Uruguays im mit 4:2 gewonnenen Freundschaftsspiel gegen die Auswahl der USA. Er gehörte dem Aufgebot der uruguayischen U-20-Auswahl bei der U-20-Südamerikameisterschaft 2013 in Argentinien an und bestritt während des Turniers zwei Partien (kein Tor). Bislang (Stand: 16. November 2013) absolvierte er elf Länderspiele (kein Tor) in dieser Altersklasse.

## Erfolge
- U-17-Vize-Weltmeister 2011
- U-17-Vize-Südamerikameister 2011